# وكالة ضمان الاستثمار متعدد الأطراف
وكالة ضمان الاستثمار متعدد الأطراف Multilateral Investment Guarantee Agency أو اختصاراً MIGA هي منظمة تتبع البنك الدولي، ومقرها في واشنطن العاصمة. تقدم هذه المنظمة تأمينات (ضمانات) ضد المخاطر السياسية للمستثمرين في البلدان النامية والمقرضين لها.

## وصلات خارجية
- موقع الوكالة الرسمي
- Bank Information Center